# Gelis algericus
Gelis algericus là một loài tò vò trong họ Ichneumonidae.